# Els Florijn
Els Florijn (Utrecht, 1982) is een Nederlandse schrijfster.

## Biografie
Els Florijn werd geboren in Utrecht, ze groeide op in Scherpenzeel. Na de middelbare school bezocht zij de pedagogische academie en ging ze lesgeven. Ze woont met haar man en kinderen in Bilthoven.

### Loopbaan
Els Florijn won in 2002 de verhalenwedstrijd uitgeschreven door Uitgeverij Kok (Kampen) en het Reformatorisch Dagblad. Het jaar erna publiceerde ze Laatste nacht, haar debuut. In 2006 volgde de roman Schaduw van de wolf, die werd genomineerd voor de Publieksprijs voor het Christelijke Boek.
In 2010 verscheen Het meisje dat verdween. Deze roman, gebaseerd op een waargebeurd verhaal van de familie Frank uit Lienden, won in 2011 de Publieksprijs voor het Christelijke Boek. Het werd bovendien opgenomen in de CLO 15, een canon van de christelijke literatuur.
Zij werkte mee aan diverse kerstverhalenbundels en schreef een kinderboek over het bombardement op Rotterdam, Vuur over de stad. Hiermee won zij de Eigenwijsprijs 2014. In 2013 schreef zij een speciale novelle in opdracht van stichting Gave, Onze Vader, die in een oplage van ruim 110.000 exemplaren onder Visie-lezers werd verspreid.
In 2015 kwam er een jeugdroman uit, Middernachttrein. In 2017 verscheen haar roman Rode Papaver, over de moed van twee verpleegsters in de Eerste Wereldoorlog. Florijn schreef tevens het BCB-actieboek voor 2018, getiteld Zeeglas.
In 2018 ontving Florijn een werkbeurs van het Nederlands Letterenfonds voor het schrijven van haar roman, De engelen van Elisabeth, die in oktober 2020 verscheen. In 2023 voor het schrijven van een roman over de Bredase inrichting Moederheil.